# Pina (Mugu)
Pina – gaun wikas samiti w zachodniej części Nepalu w strefie Karnali w dystrykcie Mugu. Według nepalskiego spisu powszechnego z 2011 roku liczył on 672 gospodarstwa domowe i 3847 mieszkańców (1877 kobiet i 1970 mężczyzn).